# Calomantispa spectabilis
Calomantispa spectabilis är en insektsart som beskrevs av Banks 1913. Calomantispa spectabilis ingår i släktet Calomantispa och familjen fångsländor. Inga underarter finns listade i Catalogue of Life.